# Viola pedata
Viola pedata — вид квіткових рослин з родини фіалкових. Це багаторічна рослина, що поширена на сході США (Алабама, Арканзас, Коннектикут, Делавер, Округ Колумбія, Джорджія, Іллінойс, Індіана, Айова, Канзас, Кентуккі, Луїзіана, Мериленд, Массачусетс, Мічиган, Міннесота, Міссісіпі, Міссурі, Небраска, Нью-Гемпшир, Нью-Джерсі, Нью-Йорк, Північ Кароліна, Огайо, Оклахома, Пенсільванія, Род-Айленд, Південна Кароліна, Теннессі, Техас, Вермонт, Вірджинія, Західна Вірджинія, Вісконсин) й пд.-сх. Канади (Онтаріо).

## Середовище проживання
Населяє піщані, відкриті ліси, поля та смуги відведення; на висотах 0–2000 метрів.

## Біоморфологічна характеристика
Це багаторічна рослина 5–30 см заввишки, без столонів; кореневище товсте, м'ясисте. Стебла відсутні. Листки прикореневі, 4–10, від висхідних до прямовисних, глибоко розділені; прилистки лінійно-ланцетні, краї цілокраї, рвано-або неглибоко розділені, верхівка загострена; листкові ніжки 2–12 см; голі чи слабо запушені; листкова пластинка 3–9(10)-лопатева, частки подібні за шириною та формою, лопатчасті, ланцетні ± лінійні, дельтасті чи яйцюваті, 1–4 × 1–4 см, краї цілокраї, війчасті чи ні, верхівка від округлої до зазвичай гострої, поверхні зазвичай голі, іноді запушені на абаксіальних жилках. Квітконоси 5–12 см, голі чи запушені. Квітки: чашолистки ланцетні, краї переважно війчасті, принаймні проксимально; пелюстки рівномірно від світлого до темно-синьо-фіолетового на обох поверхнях або верхні 2 темніші адаксіально, іноді білі, верхні та бічні 2 часто темніші в основі, найбільш нижня, рідко інші, з темно-фіолетовими прожилками, всі голі, найбільш нижня біла в основі, 12–24 мм, шпорець білий, гострий, 2–3 мм. Коробочки еліпсоїдні, 6–10 мм, голі. Насіння бежеве, плямисте до коричневого, 1.4–3 мм. 2n = 56. Цвітіння: березень – червень.